# Piton des Italiens
Il Piton des Italiens (4.003 m s.l.m.) è una montagna del Massiccio del Monte Bianco lungo il confine tra l'Italia e la Francia.
È inserito nella lista secondaria delle Vette alpine superiori a 4000 metri.

## Caratteristiche
L'elevazione si trova tra il colle di Bionassay ed il Dôme du Goûter. Viene raggiunto percorrendo la Via normale italiana al Monte Bianco.